# Eerste Tussenperiode
De Eerste Tussenperiode (ca. 2216 - 2040 v.Chr.) is de periode in de Egyptische oudheid die volgde op het Oude Rijk en bestrijkt de 7e, 8e, 9e en 10e dynastie van Egypte. Het was een periode die gekenmerkt werd door het uiteenvallen van het centrale gezag van de farao. De welvaart nam vergeleken met het Oude Rijk af, maar bleef toch nog op vrij hoog niveau in de nomen (provincies) waar de lokale machthebbers het voor het zeggen hadden.
Pepi II wordt doorgaans een buitengewoon lange regeerperiode aangegeven (ca. 90 jaar), die gekenmerkt werd door langzame degradatie van de binnenlandse situatie. Bij zijn overlijden zonder een opvolger te hebben nagelaten, namen de ongeregeldheden toe in deze periode die Egyptologen gemakshalve de Eerste Tussenperiode hebben genoemd. In die erg bewogen tijd volgden verschillende kleine heersers elkaar op en bleven slechts korte tijd op de troon, wat aangeeft dat het niet zo best ging in Egypte toen.
Na het langdurig bewind van Pepi II was het rijk verzwakt en staken drie machtscentra de kop op, die om de suprematie wedijverden:
- Memphis: het oude machtscentrum en dat van de 7e en 8e dynastie van Egypte.
- Heracleopolis Magna: machtscentrum in Neder-Egypte van de heersers uit de 9e en 10e dynastie van Egypte.
- Thebe: machtscentrum van de heersers van de 11e dynastie van Egypte en van het Nieuwe Rijk.

De koningen die tijdens de 7e en 8e dynastie regeerden, volgden elkaar snel op en hadden geen controle meer over geheel Egypte. In de provincies waren machtige families ontstaan, die onderling met elkaar rivaliseerden, wat leidde tot een versnippering van het land. 
Deze dynastieën werden gesticht door nomarchen, lokale machthebbers die zichzelf tot koning uitriepen. Het kwam regelmatig tot botsingen tussen de dynastieën uit Heracleopolis en Thebe. Rond 2040 v.Chr. veroverde de Thebaanse heerser Nebhetepre Mentuhotep de noordelijke provincies waarmee Egypte weer een eenheid werd, en daarmee begon het Middenrijk.
Het is waarschijnlijk, maar niet volledig bewezen, dat het begin van de Eerste Tussenperiode samenviel met een grote droogteperiode, die felle hongersnoden en een gevoelige bevolkingsdaling had veroorzaakt. Volgens Manning is er geen verband en zijn de oorzaken complexer.
"State collapse was complicated, but unrelated to Nile flooding history."

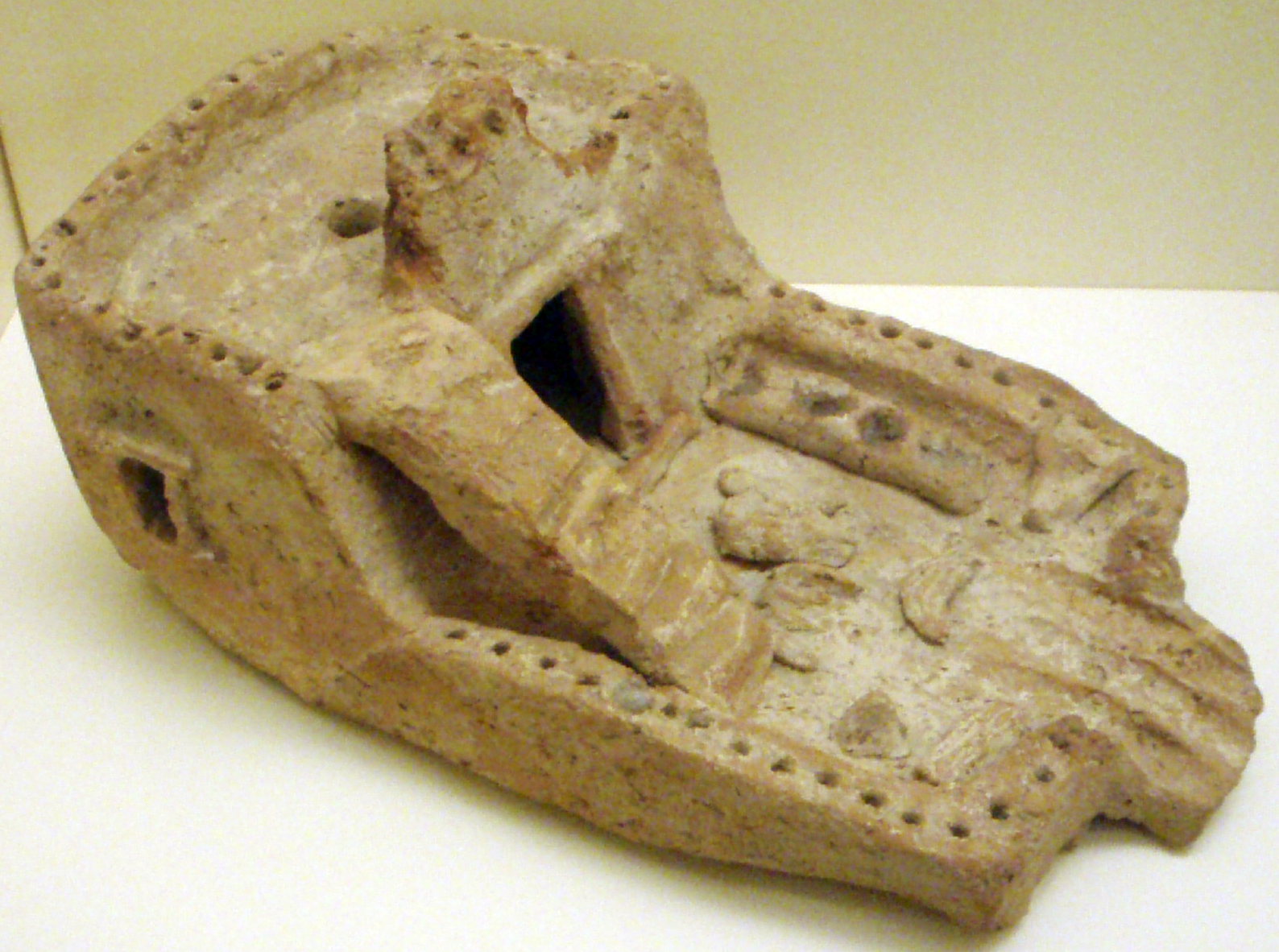
Aardewerk model van een huis afkomstig van een graf uit de Eerste Tussenperiode